# Kraftbyggarna
Kraftbyggarna (Svenska Kraftbyggarna Entreprenad AB) var ett dotterbolag till Vattenfall. De byggde vattenkraftverk, mest i Norrland, bland annat med bergtunnlar. 
Efter erfarenheten av att bygga Klippens kraftstation med hjälp av en fullortsborrmaskin, bestämde man sig för att bygga väg och järnvägstunnlar, och vann 1992 kontraktet på att bygga Hallandsåstunneln. Bygget misslyckades, för att maskinen var för tung för det mycket lösa berget, så man fick gräva och spränga traditionellt istället, och för att så mycket vatten läckte in att man fick ägna mer tid åt tätning än grävning. Kraftbyggarna fick inte betalt för bygget och Vattenfall la ner Kraftbyggarna i slutet på 1990-talet.